# Рада національної безпеки Республіки Корея
Рада національної безпеки Республіки Корея (대한민국 국가안전보장회의) є конституційним органом, безпосередньо підпорядкованим Президенту, який консультує главу держави у питаннях зовнішньої політики, військової політики та внутрішньої політики, пов’язаної з національною безпекою, до розгляду в Державній раді. Заснований 17 грудня 1963 року.

## Історія
17 грудня 1963 створено Раду національної безпеки.
31 грудня 1981 Секретаріат РНБК було ліквідовано.
25 травня 1998 у РНБК створено постійні комітети та секретаріат.
29 лютого 2008 Постійний комітет РНБК було скасовано, а Секретаріат РНБК замінено Генеральним секретарем.
10 січня 2014 Постійний комітет РНБК і Секретаріат РНБК відновлено.

## Склад
Рада національної безпеки складається з президента, прем'єр-міністра, міністра закордонних справ, міністра об'єднання, міністра національної оборони, директора Національної розвідувальної служби та членів, призначених указом президента.
Президент є головою РНБК, скликає засідання та головує на них. Голова може уповноважити Прем'єр-міністра виконувати його обов'язки від його імені. Коли Голова вважає за потрібне, він може запросити глав відповідних міністерств, Голову Об’єднаного комітету начальників штабів або інших відповідних осіб бути присутніми та виступати на засіданні.
Міністр державного управління та безпеки, керівник апарату президента, директор Управління національної безпеки, директор Секретаріату РНБК та другий заступник директора Управління національної безпеки є членами РНБК.

### Постійний комітет
Для розгляду питань, делегованих РНБК, створюється постійний комітет, який складається з голови та семи членів.
Головою є директор Управління національної безпеки. Членами постійного комітету є міністр закордонних справ, міністр об’єднання, міністр національної оборони, директор Національної розвідувальної служби, голова Офісу президента та другий заступник директора Управління національної безпеки. Директор Управління з координації урядової політики може бути присутнім і виступати на засіданнях постійного комітету.

## Секретаріат
Секретаріат РНБК створюється для вирішення таких питань, як підтримка роботи ради. Секретаріат має мати свого керівника офісу та необхідних державних службовців.
Директор Секретаріату РНБК одночасно є першим заступником директора Управління національної безпеки. Директор Секретаріату РНБК здійснює під керівництвом голови РНБК питання, пов’язані з діяльністю РНБК, а також керує та контролює підлеглих державних службовців.
На допомогу директору Секретаріату призначається один заступник директора, який одночасно виконує функції секретаря з питань стратегії національної безпеки Управління національної безпеки.

## Робота
Рада національної безпеки консультує Президента щодо формування зовнішньої, військової та внутрішньої політики щодо національної безпеки.
Постійний комітет обговорює питання, пов'язані із зовнішньою політикою, військовою політикою та внутрішньою політикою, пов'язаною з національною безпекою, як делеговано РНБК. Голова постійної комісії скликає засідання.[22] Голова постійного комітету може, за необхідності, запросити керівників відповідних міністерств та інших відповідних осіб на засідання, щоб почути їхні думки.
З метою ефективного забезпечення роботи Постійного комітету створюється Координаційна нарада, яка обговорює та координує:
- попередні консультації та узгодження питань порядку денного для обговорення Постійним комітетом;
- питання, делеговані постійною комісією щодо порядку денного Постійного комітету;
- інші питання, з яких голова постійної комісії вимагає надання консультацій.

Головуючим на координаційній нараді є директор Секретаріату, а членами – державні службовці рівня заступників міністрів адміністративних установ, пов’язаних з порядком денним для обговорення. У випадках, коли чиновник III чину не може бути присутнім на робочій нараді через певні причини, посадова особа рівня віце-міністра, пов’язана з порядком денним відповідного відомства, може бути присутнім.
Секретаріат РНБ виконує такі повноваження щодо діяльності:
- питання щодо внесення та розгляду законопроектів
- перевірка стану виконання питань, що розглядаються на РНБК
- розслідування та дослідження, пов'язані з розглядом законопроекту
- інші питання, що стосуються діяльності РНБК, Постійного комітету та Координаційної наради

## засідання
Рада національної безпеки скликається Головою РНБК за потреби. Вони не відкриті для громадськості. Однак його рішення можуть бути оприлюдненими.
Порядок денний розділений на:
- питання для обговорення — питання, щодо яких порадив Президент, і питання, які члени РНБК вважають особливо необхідними та пропонують Президенту;
- питання для звітування — питання, які члени РНБК вважають необхідними та повідомляють на засіданні РНБК під час обговорення.

Порядок денний повинен бути поданий директору Секретаріату РНБК принаймні за 5 днів до дати проведення засідання (за винятком екстрених порядків денних). Директор Секретаріату РНБК повинен розповсюдити порядок денний разом із порядком денним членам і тим, хто присутній і виступає на засіданні принаймні за 3 дні до дати засідання (крім екстрених порядків денних).
РНБК збирається за участі більше двох третин членів, а резолюції приймаються більшістю присутніх членів. Директор Секретаріату готує та веде протоколи засідань РНБК, які повинні бути підписані і скріплені печаткою. Директор Секретаріату письмово доповідає Президенту про вирішені питання та думки меншості в РНБК, долучаючи їх до протоколу РНБК, і роздає їх копії членам РНБК.